# Adventure (musikalbum)
Adventure är ett album från 1978 av den amerikanska rockgruppen Television. Förväntningarna på uppföljaren till debutalbumet Marquee Moon, som bland kritikerna slog stort men som emellertid inte sålde bra i förhållande till kritikernas lovord, var höga. Dessa infriades dock inte vare sig av kritikerna eller av skivköparna. 
Adventure har ett mer traditionellt rocksound än sin föregångare, vilket påstås vara en av anledningarna till det svala mottagandet. En annan anledning påstås vara att relationerna bandmedlemmarna sinsemellan blev allt kyligare, delvis beroende på Richard Lloyds ökande narkotikamissbruk och/eller de övriga bandmedlemmarnas missnöje över Tom Verlaines dominanta ställning som låtskrivare och frontfigur. Bandet splittrades kort efter det att skivan släppts.
Titeln sägs vara inspirerad av Michelangelo Antonionis film från 1960 med samma namn, en film som Tom Verlaine påstås ha sett över femtio gånger.

## Låtlista
Samtliga låtar skrivna av Tom Verlaine, om annat inte anges.
1. "Glory" (Richard Lloyd/Tom Verlaine) - 3:10
2. "Days" - 3:12
3. "Foxhole" - 4:49
4. "Careful" - 3:15
5. "Carried Away" - 5:09
6. "The Fire" - 5:54
7. "Ain't That Nothin'" - 4:52
8. "The Dream's Dream" - 6:39